# Махадевпур (подокруг)
Махадевпур (бенг. মহাদেবপুর, англ. Mahadevpur) — подокруг на северо-западе Бангладеш. Входит в состав округа Наогаон. Образован в 1898 году. Административный центр — город Махадевпур. Площадь подокруга — 395,52 км². По данным переписи 1991 года численность населения подокруга составляла 232 359 человек. Плотность населения равнялась 584 чел. на 1 км². Уровень грамотности населения составлял 27,4 %. Религиозный состав: мусульмане — 77,75 %, индуисты — 20,3 %, прочие — 2,22 %.